# Метан
Метанът е химично съединение с формула {\displaystyle {\ce {CH4}}}. Това е най-простият алкан (наситен въглеводород). Ъгълът между атомите на метана е 109,5 градуса. Той е безцветен газ без миризма с температура на топене -182,5 °C и температура на кипене -161,5 °C. При -11 °C под значително налягане се втечнява. Основна съставка на природния газ, съпътстващ нефта или намиращ се в газови находища, и се образува при приблизително същите геоложки процеси както нефта. Метан се образува и при разлагане на растителни материали в отсъствието на кислород в блатисти места, поради което се нарича още и блатен газ. Среща се и в каменовъглените мини, където е известен като газ гризу или рудничен газ. Промишлено се получава при прекарването на един обем СО и три обема Н2 над фино раздробен никелов катализатор при атмосферно налягане и температура 200 – 300 °C. Освен на Земята, метан е открит и на други планети в Слънчевата система.
Горенето на метана в присъствието на кислород води до образуването на въглероден диоксид и вода. Големите залежи на природен газ правят метана привлекателен като гориво. Въпреки това, тъй като той е газ, при нормална температура и налягане метанът трудно може да се транспортира от неговия източник. Най-често се транспортира под налягане по тръбопроводи или в специални танкери, където природният газ е втечнен под високо налягане и ниска температура; понякога се транспортира и нагнетен в бутилки под налягане.
Химически метанът е сравнително инертно съединение, но с хлора реагира с взрив при стайна температура, под пряка слънчева светлина); а на студено или при разсеяна светлина образува хлорометан. При смесване с въздух в известни пропорции образува взривоопасна смес, особено в затворени помещения (напр. мини, жилища). Използва се при производството на метилхлорид, метиленхлорид, водород, амоняк, при получаването на сажди. Използва се и като гориво, предимно в котли, но също и в двигатели с вътрешно горене (с искрово запалване и дизелови, в турбини).
Метан е също и търговско наименование на природния газ, тъй като предлаганият в търговската мрежа природен газ се състои над 90% от наситения въглеводород.
- Двуизмерно изображение
- Триизмерно изображение
- Структура

Метанът е открит и изолиран от Алесандро Волта между 1776 г. и 1778 г., когато е изследван блатен газ от езерото Лаго Маджоре.
Метанът е един от основните парникови газове. Времето му на живот в атмосферата е около 10 години, като най-често влиза в реакция с хидроксилни радикали, вследствие на което се получава въглероден двуокис и вода.
Метанът оказва влияние и за разграждането на озоновия слой.
| Формула | Моларна маса | Плътност                                    | Точка на топене | Точка на кипене | Разтворимост във вода | Пламна температура | КГВ             |
| ------- | ------------ | ------------------------------------------- | --------------- | --------------- | --------------------- | ------------------ | --------------- |
| CH4     | 16.042 g/mol | 0.717 kg/m3 (газ, 0 °C) 416 kg/m3 (течност) | -182.5 °C       | -161.6 °C       | 35 mg/L (17 °C)       | -188 °C            | 5 – 15 обемни % |

Наличието на метан в атмосферата на Земята през 1998 г. е 1745 части на милиард (ppb), в сравнение със 700 ppb през 1750 г. До 2008 г. обаче съдържанието на метан в атмосферата е останало на нива от 1998 г. насам – около 1800 ppb. До 2010 г. нивото на метана в атмосферата е най-ниско в Арктика, с измерени стойности около 1850 ppb. Това е най-високото регистрирано ниво от 400 хиляди години. Исторически концентрацията метан в атмосферата на света варира между 300 и 400 ppb по време на ледниковия период и между 600 – 700 ppb през топлите междуледникови периоди.

## Свойства
Метанът е основният компонент на природния газ, около 87% от неговия обем. При стайна температура и нормално налягане, метанът е без цвят и мирис; миризмата характерна за природния газ, който се използва в домовете е изкуствена мярка за безопасност, причинена от добавяне на „ароматизатори“, често метанетиол или етанетиол. Метанът е с температура на кипене от -161 °C при налягане от една атмосфера. Като газ е запалим в тесен диапазон от концентрации (5 – 15 обемни %) с въздуха.

### Опасност за човешкото здраве
Метанът не е токсичен, но е изключително запалим и може да образува взривоопасни смеси с въздуха. Метанът бурно реагира с окислители, халогени, както и някои халоген-съдържащи съединения. Метанът може да предизвика задушаване, измествайки кислорода от въздуха в затворено пространство. Задушаване може да възникне, ако концентрацията на кислород спадне под 19,5%.

### Химически реакции на метана
Основните химически реакции с метан са горене и халогениране. Като цяло реакциите с метан са трудни за контролиране. Трудно е да се постигне например частично окисление до метанол, тъй като реакцията обикновено прогресира до въглероден диоксид и вода.

#### Горене
Горенето на метана протича на няколко етапа:
Първоначално се образува формалдехид (HCHO или H2CO). Формалдехидът освобождава радикали HCO-, които след това се превръщат във въглероден оксид (CO). Процесът се нарича оксидативна пиролиза:
{\displaystyle {\ce {CH4 + O2 -> CO + H2 + H2O}}}
След оксидативната пиролиза, H2 се окислява като се образува H2O и се освобождава топлина. Това се случва много бързо, обикновено значително по-малко от една милисекунда.
{\displaystyle {\ce {2H2 + O2 -> 2H2O}}}
На последно място, CO се окислява до CO2 и освобождава още топлина. Този процес като цяло е по-бавен от предишните химични, и обикновено изисква няколко милисекунди, за да се приключи.
{\displaystyle {\ce {2CO + O2 -> 2CO2}}}
В резултат на горното е следната обща формула:
{\displaystyle {\ce {CH4(g) + 2O2(g) -> CO2(g) + 2H2O(l) + 891 kJ/mol}}} (при стандартни условия),
където в скоби „g“ означава газообразно състояние и в скоби „l“ означава течна форма.

#### Изместване на водород от молекулата
Ковалентната връзка въглерод-водород в метана е сред най-силните от всички въглеводороди и поради това използването му като изходна суровина химически е ограничено. Въпреки здравата C-H облигациия, CH4 все още е основната суровина за производството на водород в риформинг с водна пара. Търсенето на катализатори, които могат да улеснят разкъсването на C-H връзката на метана и други алкани, е в областта на научните изследвания с голямо стопанско значение.

#### Реакции с халогени
Метанът реагира с всички халогени при подходящи условия по следния начин:
{\displaystyle {\ce {CH4 + X2 -> CH3X + HX}}}
където Х са халогените: хлор (Cl), бром (Br), или йод (I). С флуор (F) се изместват всички водородни атоми. Получава се тетрафлуорометан (CF4) и се отделя флуороводород (HF). Този процес се нарича халогениране. Когато X е Cl, реакцията притича по следния начин:
1. Формиране на радикали:
{\displaystyle \mathrm {Cl_{2}{\xrightarrow[{\triangle }]{\text{UV}}}2Cl\cdot -\ 239kJ} }
Необходимата енергия се получава от въздействието на ултравиолетови лъчи или загряване.
2. Замяна на радикалите:
{\displaystyle {\ce {CH4 + Cl. -> CH3{.}+ HCl + 14 kJ}}}
{\displaystyle {\ce {CH3{.}+ Cl2 -> CH3Cl + Cl. + 100 kJ}}}
3. Унищожаване на радикалите:
{\displaystyle {\ce {2Cl{.}+ Cl2 + 239 kJ}}}
{\displaystyle {\ce {CH3{.}+ Cl. -> CH3Cl + 339 kJ}}}
{\displaystyle {\ce {2CH3{.}-> CH3CH3 + 347 kJ}}}

## Употреба

### Гориво
Метанът е важен за производството на електричество чрез изгаряне като гориво в газова турбина или парен котел. В сравнение с други въглеводородни горива, изгарянето на метан произвежда по-малко въглероден диоксид за всяка единица произведена топлина. Около 891 kJ/mol е топлината произведена от горенето на метана. Тя е по-малко, отколкото при горенето на всеки друг въглеводород, но отношението от топлината на изгаряне (891 kJ/mol) към молекулна маса (16 g/mol) показва, че метанът, който е най-простият въглеводород, произвежда повече топлина за единица тегло (55,7 kJ/g) в сравнение с други сложни въглеводороди. Много градове са газифицирани и метанът се ползва за битови нужди. В този си вид е познат като природен газ и се счита, че енергийното съдържание е 39 мегаджаула на кубичен метър.
Метан под формата на компресиран природен газ се използва като гориво на превозните средства и по този начин те са по-екологично чисти, в сравнение с другите изкопаеми горива като бензин и дизелово гориво.
Понастоящем се провеждат изпитания за потенциала на метана като ракетно гориво. Едно от предимствата на метана е, че той е широко разпространен в много части на Слънчевата система и би могъл да бъде събиран на място, осигурявайки гориво за двупосочно пътуване.

### Индустриална употреба
Метанът се използва в промишлени химически процеси. Той е изходна суровина за производството на водород, метанол, оцетна киселина, оцетен анхидрид. За целта метанът се превръща в смес от въглероден оксид и водород чрез риформинг с водна пара. В този процес метанът и парата реагират чрез никелов катализатор при висока температура (700 – 1100 °C).
{\displaystyle \mathrm {CH_{4}+H_{2}O\ {\xrightarrow[{700\ -\ 1000\ ^{\circ }C}]{Ni}}\ CO+3H_{2}} }
{\displaystyle {\ce {CO + H2O -> CO2 + H2}}}
Също така метанът е изходна суровина за производството на ацетилен (при преминаване на метан през електрическа дъга) и хлорометани (хлорометан, дихлорометан, хлороформ и тетрахлорометан). Последните се получават чрез реакция на метана с хлора. Използването на тези химикали намалява. Ацетиленът се заменя с по-евтини заместители, а използването на хлорометаните намалява поради здравословни и екологични проблеми.